# 喜多元規
喜多 元規（きた げんき、生没年不詳）は、江戸時代前期の黄檗画像（黄檗僧の頂相）の代表的画家。
通称を長兵衛。薩摩出身。

## 略伝
黄檗僧となり鉄牛道機に嗣法したという。喜多長兵衛を名乗った喜多道矩の子。寛文3年頃に父が没すると画業を受け継ぎ、長兵衛を襲名した。主に長崎で活動し隠元隆琦・即非・木庵の頂相を手がけ、また京都や尾張・江戸にも往来し画作した。黄檗僧に限らず、大檀越である大名や在留唐人の肖像を多数手がけ、その数200点にも及ぶ。寛文3年（1663）から宝永6年（1709年）頃までの46年間の活動が確認できている。
はじめ作品に落款・印章を欠いたが寛文5年の即非像に「元規」の印影がみえる。寛文末からは「喜多氏」・「元規」の二印が用いられた。
黄檗画像は、濃厚な彩色と写実的な描写、特に顔貌の深い陰影に特徴がある。明代に江南地方で活躍した肖像画家曽鯨の流れを汲む様式であり、当時の唐絵目利の画家にその技法が取り入れられた。ただ、1670年（寛文10年）を境に暈中心から線中心に画風を変化させていることが指摘されている。元規の画風はその後、元喬・元香・元真・元高・元珍・元貞などに受け継がれた。

## 作品
| 作品名                             | 技法     | 形状・員数 | 寸法（縦x横cm） | 所有者                | 年代     | 落款・印章 | 備考                 |
| ---------------------------------- | -------- | ---------- | --------------- | --------------------- | -------- | ---------- | -------------------- |
| 隠元隆琦像                         |          | 1幅        |                 | 萬福寺                | 1664年   |            | 隠元自賛             |
| 隠元像                             |          | 1幅        |                 | 福聚寺 (北九州市)     | 1665年頃 |            | 長崎県指定有形文化財 |
| 独立性易像                         |          | 1幅        |                 | 長崎歴史文化博物館    | 1667年   |            | 独立性易自賛         |
| 隠元隆琦像                         |          | 1幅        |                 | 萬福寺                | 1671年   |            | 隠元賛               |
| 独立性易像                         | 紙本著色 | 1幅        | 111.5x50.3      | クリーブランド美術館  | 1671年   |            | 独立性易自賛         |
| 達磨図                             |          | 1幅        |                 | 神戸市立博物館        | 1675年   |            | 木庵賛               |
| 隠元像                             |          |            |                 | 弘福寺                | 1678年   |            |                      |
| 王心渠像                           |          | 1幅        |                 | 神戸市立博物館        | 1679年   |            | 千呆性侒賛           |
| 鉄牛道機像                         |          | 1幅        |                 | 東北歴史博物館        | 1681年   |            |                      |
| 隠元和尚像・木庵和尚像・鉄牛和尚像 | 紙本著色 | 3幅対      |                 | 福聚寺 (千葉県東庄町) | 1683年   |            | 千葉県指定文化財     |
| 稲葉泰応像                         |          | 1幅        |                 | 弘福寺                | 1693年   |            |                      |
| 東瀾和尚法像                       |          | 1幅        |                 | 福済寺                | 1695年   |            | 長崎市指定有形文化財 |
| 慈岳和尚法像                       |          | 1幅        |                 | 福済寺                | 1695年   |            | 長崎市指定有形文化財 |
| 鍋島直条像                         |          | 1幅        |                 |                       |          |            |                      |